# Теорема Лебега про щільність
Теорема Лебега про щільність — результат теорії міри, який інтуїтивно можна розуміти так, що множина «граничних точок» вимірної множини має міру нуль.

## Твердження
Позначимо через {\displaystyle \lambda } міру Лебега на евклідовому просторі {\displaystyle \mathbb {R} ^{n}}.
Нехай {\displaystyle A\subset \mathbb {R} ^{n}} — вимірна множина.
Для довільної точки {\displaystyle x\in \mathbb {R} ^{n}} і {\displaystyle \varepsilon >0} розглянемо значення
{\displaystyle d_{\varepsilon }(x)={\frac {\lambda (A\cap B_{\varepsilon }(x))}{\lambda (B_{\varepsilon }(x))}}},
де {\displaystyle B_{\varepsilon }(x)} позначає кулю з центром в {\displaystyle x} і радіусом {\displaystyle \varepsilon }.
Величину {\displaystyle d_{\varepsilon }(x)} можна інтерпретувати як приблизна щільність множини {\displaystyle A} в точці {\displaystyle x}.
тоді
{\displaystyle d(x)=\lim _{\varepsilon \to 0}d_{\varepsilon }(x)}
існує і дорівнює 1 для майже кожної точки {\displaystyle x\in A}.

### Зауваження
- Величина {\displaystyle d(x)}, якщо визначена, називається щільністю множини {\displaystyle A} в точці {\displaystyle x}.
- Інакше кажучи, теорема стверджує, що щільність будь-якої вимірної множини {\displaystyle A\subset \mathbb {R} ^{n}} приймає значення 0 або 1 майже всюди в {\displaystyle \mathbb {R} ^{n}}.
- Якщо множина і її доповнення мають додатну міру, то завжди знайдуться точки із щільністю не рівною 0 і 1.

## Приклади
Наприклад, дано квадрат в площині, щільність в кожній точці всередині квадрата дорівнює 1, на сторонах 1/2, в вершинах по 1/4, і 0 поза квадрата; сторони і вершини квадрата є множинами міри нуль.

## Варіації і узагальнення
- Теорема про щільність є окремим випадком теореми Лебега про диференціювання.